# 新田瑞木町
新田瑞木町（にったみずきちょう）は、群馬県太田市にある地名（町丁）。郵便番号は370-0311。

## 概要
生品地区にある町丁。

## 地理

### 新田瑞木町内の区
新田瑞木町（生品地区）の行政区の一覧。
| 地区     | 行政区 | 読み   | 区域           |
| -------- | ------ | ------ | -------------- |
| 生品地区 | 瑞木   | みずき | 新田瑞木町全域 |

### 近隣町丁
- 新田市野井町
- 新田村田町

## 世帯数と人口
2022年（令和4年）3月31日現在の世帯数と人口は以下の通りである。
| 町丁       | 世帯数  | 人口   |
| ---------- | ------- | ------ |
| 新田瑞木町 | 565世帯 | 1417人 |

## 小・中学校の学区
市立小・中学校に通う場合、学区は以下の通りとなる。
| 番地         | 小学校             | 中学校             |
| ------------ | ------------------ | ------------------ |
| 瑞木（全域） | 太田市立生品小学校 | 太田市立生品中学校 |

## 交通

### 鉄道
町内に鉄道は通っていない。

### 道路
- 群馬県道332号桐生新田木崎線
- 瑞木親水緑道